# Doyomulyo
Doyomulyo is een bestuurslaag in het regentschap Lamongan van de provincie Oost-Java, Indonesië. Doyomulyo telt 2006 inwoners (volkstelling 2010).